# Sayyār Aḩmadābād
Sayyār Aḩmadābād (persiska: سیّار احمد آباد, Sayyār-e Movālī) är en ort i Iran.   Den ligger i provinsen Khuzestan, i den västra delen av landet, 600 km sydväst om huvudstaden Teheran. Sayyār Aḩmadābād ligger 14 meter över havet och antalet invånare är 264.
Terrängen runt Sayyār Aḩmadābād är mycket platt. Runt Sayyār Aḩmadābād är det ganska tätbefolkat, med 139 invånare per kvadratkilometer. Närmaste större samhälle är Hoveyzeh, 16,1 km väster om Sayyār Aḩmadābād. Omgivningarna runt Sayyār Aḩmadābād är i huvudsak ett öppet busklandskap.